# Araliae

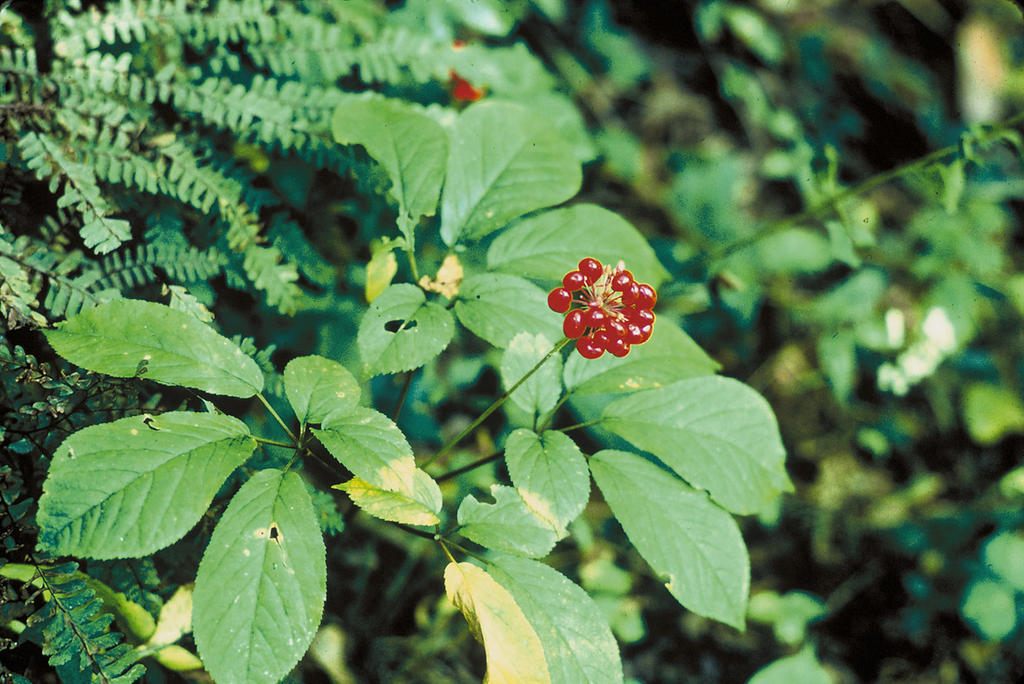
Panax

Araliae, na classificação taxonômica de Jussieu (1789), é uma ordem botânica da classe Dicotyledones, Monoclinae (flores hermafroditas), Polypetalae (corola com duas ou mais pétalas) e estames epigínicos (quando os estames estão inseridos acima do nível do ovário).
Apresenta os seguintes gêneros:
- Gastonia, Polyscias, Aralia, Cussonia, Panax.